# 사람벼룩
사람벼룩(학명 : Pulex irritans, 영어: human flea)은 크기가 4mm정도로서 벼룩 중에서는 매우 큰 편이며, 세계적으로 퍼져 있는 벼룩의 종으로, 명칭에도 불구하고 숙주는 다양하다. 이 종은 벼룩속의 6개 종 중 하나다. 나머지 5개 종은 모두 신북구와 신열대구에 국한하여 서식하고 있다. 이 종은 남아메리카에서부터 유래되었고 기니피그나 페커리에 기생했을 것이라고 추측한다.
이 종은 가축을 포함하여 다양한 포유류와 조류를 문다. 벼룩에 물린 자국은 빨갛게 오른다. 전반적인 증상으로는 간지럼증과 발진이 있다. 벼룩은 속눈썹, 눈썹, 음모를 포함하여 여러 영역 사이로 빠르게 퍼질 수 있다.